# Schifffahrtsgesellschaft des Vierwaldstättersees

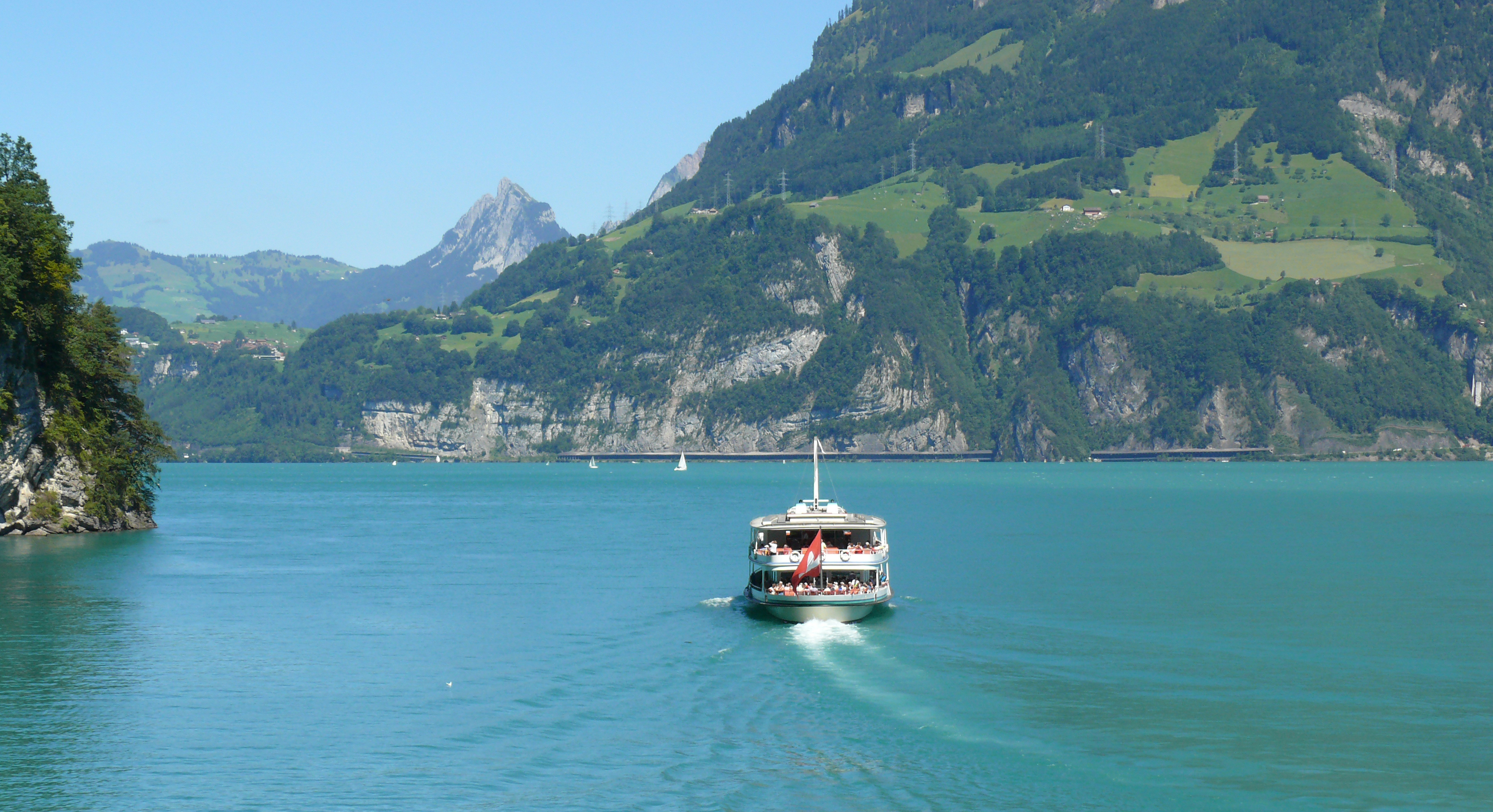
Le MS Europa sur l'Urnersee (lac d'Uri, la partie haute du lac) avec lAxenstrasse et, en fond de toile, le Grand Mythen

La SGV Schifffahrtsgesellschaft des Vierwaldstättersees (en français : Société ou Compagnie de navigation sur le lac des Quatre-Cantons) est une compagnie maritime suisse qui exploite des bateaux de passagers sur le lac des Quatre-Cantons, en Suisse centrale.

### Canton d'Uri

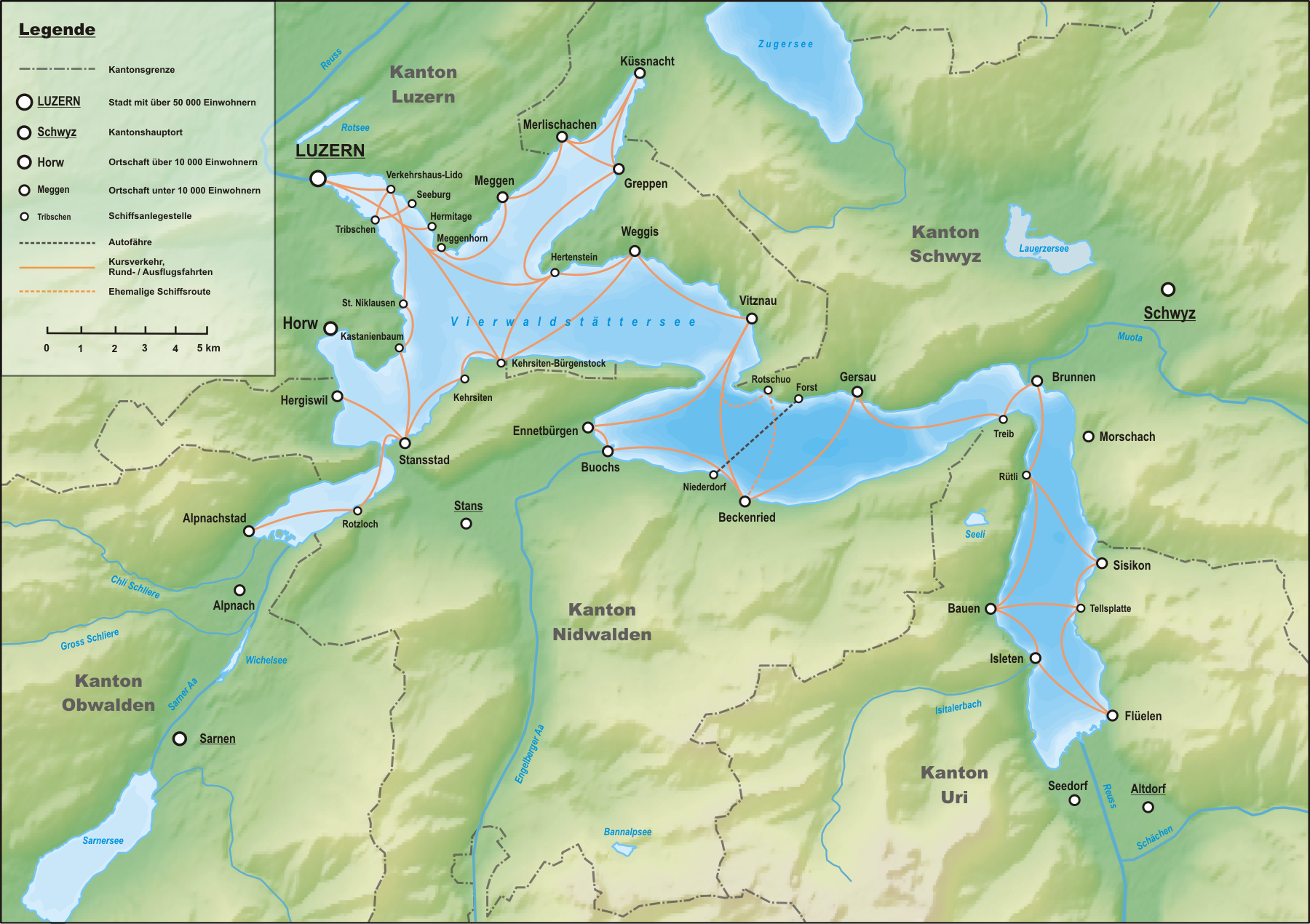
Carte des liaisons de la SGV

## Bateaux[1]
| Bateau                              | Bateau | Mise en service | Constructeur                        | Puissance       | Longueur | Largeur | Capacité       | Notes                                                         |
| ----------------------------------- | ------ | --------------- | ----------------------------------- | --------------- | -------- | ------- | -------------- | ------------------------------------------------------------- |
| Bateaux à vapeur et à roues à aubes |        |                 |                                     |                 |          |         |                |                                                               |
| DS Uri                              |        | 1901            | Sulzer Winterthour                  | 478 kW 650 ch   | 61.80 m  | 14.40 m | 800 passagers  |                                                               |
| DS Unterwalden                      |        | 1902            | Escher Wyss Zurich                  | 478 kW 650 ch   | 62.00 m  | 13.70 m | 700 passagers  |                                                               |
| DS Schiller                         |        | 1906            | Sulzer Winterthour                  | 515 kW 700 ch   | 63.00 m  | 14.30 m | 900 passagers  |                                                               |
| DS Gallia                           |        | 1913            | Escher Wyss Zurich                  | 794 kW 1100 ch  | 62.85 m  | 14.50 m | 900 passagers  |                                                               |
| DS Stadt Luzern                     |        | 1928            | Sachsenberg (de) Roßlau             | 1177 kW 1600 ch | 63.50 m  | 15.20 m | 1200 passagers | Navire amiral de la flotte                                    |
| Bateaux à moteur                    |        |                 |                                     |                 |          |         |                |                                                               |
| MS Reuss                            |        | 1926            | Sachsenberg Roßlau                  | 160 kW 220 ch   |          |         | 135 passagers  | 2012 : hors service                                           |
| MS Rütli                            |        | 1929            | Sachsenberg Roßlau                  | 160 kW 220 ch   |          |         | 140 passagers  |                                                               |
| MS Mythen                           |        | 1931            | Ateliers SGV Lucerne                | 320 kW 440 ch   |          |         | 200 passagers  |                                                               |
| MS Titlis                           |        | 1951            | Ateliers SGV Lucerne                | 350 kW 480 ch   |          |         | 300 passagers  |                                                               |
| MS Rigi                             |        | 1955            | Ateliers SGV Lucerne                | 418 kW 568 ch   | 47.50 m  | 8.45 m  | 600 passagers  | Remplacement prévu en 2017                                    |
| MS Schwyz                           |        | 1959            | Ateliers SGV Lucerne                | 661 kW 900 ch   | 58.36 m  | 11.27 m | 1000 passagers |                                                               |
| MS Winkelried                       |        | 1963            | Ateliers SGV Lucerne                | 883 kW 1200 ch  |          |         | 700 passagers  | Sister-ship du Schwyz, mais timonerie plus basse              |
| MS Gotthard                         |        | 1970            | Ateliers SGV Lucerne                | 883 kW 1200 ch  |          |         | 700 passagers  |                                                               |
| MS Europa                           |        | 1976            | Ateliers SGV Lucerne                | 883 kW 1200 ch  | 58.36 m  | 11.27 m | 1100 passagers | Sister-ship du Gotthard, baptisé MS Unterwalden jusqu'en 1993 |
| MS Weggis                           |        | 1990            | Deggendorfer (de) Deggendorf        | 520 kW 708 ch   |          |         | 400 passagers  | 1er navire de la classe Weggis                                |
| MS Brunnen                          |        | 1991            | Deggendorfer Deggendorf             | 520 kW 708 ch   |          |         | 400 passagers  | Classe Weggis                                                 |
| MS Flüelen                          |        | 1991            | Deggendorfer Deggendorf             | 520 kW 708 ch   |          |         | 400 passagers  | Classe Weggis                                                 |
| MS Waldstätter                      |        | 1998            | Meidericher Sw (de) Duisbourg + SVG | 883 kW 1200 ch  |          |         | 700 passagers  |                                                               |
| MS Cirrus                           |        | 2009            | Shiptec (ex-ateliers SGV)           | 725 kW 986 ch   |          |         | 300 passagers  | Catamaran                                                     |
| MS Saphir                           |        | 2012            | Shiptec (ex-ateliers SGV)           | 460 kW 625 ch   |          |         | 300 passagers  | Conception de modèle « yacht », pour croisières panoramiques  |
| MS ,?                               |        | 2017            | Shiptec (ex-ateliers SGV)           | ? kW ? ch       | 63.50 m  | 13.30 m | 1000 passagers | Nom de baptême encore inconnu Remplacera le MS Rigi           |
| Péniche                             |        |                 |                                     |                 |          |         |                |                                                               |
| Nauen Rütenen                       |        | 1926 (1985)     | inconnu transf. SGV                 | 73 kW 100 ch    |          |         | 60 passagers   | Barge motorisée pour groupes, sur affrètement spécial         |

## Localités desservies
| - Greppen - Hermitage - Hertenstein - Kastanienbaum - Luzern Bahnhofquai - Luzern Schweizerhofquai - Meggen SGV - Château de Meggenhorn - Seeburg - Tribschen - Verkehrshaus-Lido - Vitznau - Weggis |  |  |  | - Beckenried - Buochs - Ennetbürgen - Hergiswil - Kehrsiten-Bürgenstock - Kehrsiten Dorf - Stansstad |  |  |  | - Alpnachstad SGV - Brunnen SGV - Gersau - Küssnacht am Rigi - Merlischachen |  |  |  | - Bauen - Flüelen - Isleten-Isenthal - Rütli - Seedorf UR - Sisikon - Tellsplatte - Treib |